# Rikken Teiseitō

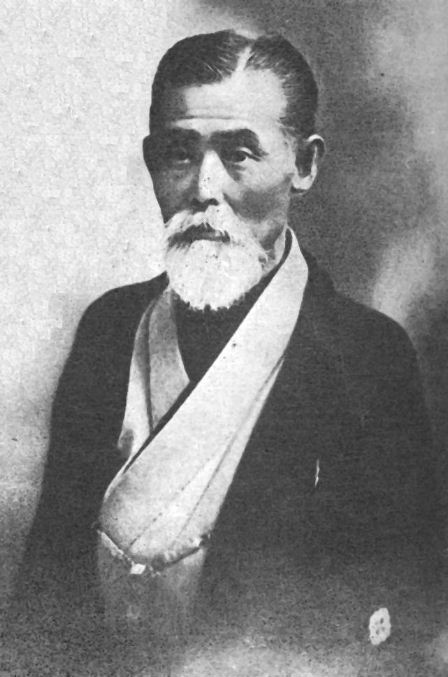
Fukuchi Gen'ichiro, cofondateur du parti Rikken Teiseito

Le Rikken Teiseitō (Parti constitutionnel du régime impérial)  (立憲帝政党, Rikken Teiseitō) est un éphémère parti politique conservateur japonais de l'ère Meiji qui est aussi appelé simplement le "Teiseitō".
Le Teiseitō fut fondé en mars 1882 par Fukuchi Gen'ichirō et d'autres bureaucrates et journalistes pour militer pour les intérêts de l'oligarchie de Meiji. Il préconisait la création d'une constitution, avec l'accord de l'empereur Meiji, une franchise électrorale basée sur les propriétaires terrains masculins et des restrictions à la liberté d'expression et à l'assemblée. Il voyait les partis politiques populistes comme ses rivaux, tout particulièrement le Rikken Kaishintō et le Jiyūtō. Le parti fut dissous en septembre 1883.